# Lisa Simpson, esta no es tu vida
Lisa Simpson, esta no es tu vida (titulado Lisa Simpson, This Isn't Your Life en la versión original), es el quinto episodio de la vigesimosegunda temporada de la serie de animación Los Simpson. Fue emitido el 7 de noviembre de 2010 en Estados Unidos por la cadena FOX.

## Sinopsis
El episodio inicia con un corto de la caricatura Rasca y Pica, "Canasta y gritos" (Hoop Scream). Al terminar, Krusty menciona que es el último día que su marca de gasolineras patrocinadora "Texxon" regalará sus cajitas "Duendecitos felices" (Happy Little Elves) como modo de disculpas por los efectos que causaron a la fauna. Anuncia adicionalmente que entre todos los duendecitos se encuentra el limitado duende bebé, el cual Lisa dice que es el que le hace falta a Maggie para completar su colección. Entonces Homer junto con Marge, Bart y Lisa deciden ir a buscar ese duende y llegan a la gasolinera a las afueras de Springfield. Homer carga gasolina a su auto y pide una caja, pero para su mala suerte no le sale el duende que necesitaba. Para no decepcionar a Maggie, sigue abriendo más cajas, aunque para hacer eso tiene que cargar 10 galones (37,85 litros) en gasolina, así que lo intenta varias veces con la desgracia de no encontrar el juguete que quería. Al regresar, entran en una parte de la ciudad que no reconocen, y entonces Marge se da cuenta de que es el lugar donde vivió su infancia. Siguiendo en su camino, encuentran la antigua casa de Marge. Entonces, aparece la actual dueña y les invita a entrar a la casa. Cuando entran, Marge comienza a recordar cuando era niña. La dueña de la casa le da a Marge una caja en la que se encuentran sus recuerdos, y ve varias cosas que le hacen recordar su vida. Lisa encuentra en la caja un premio de Marge por haber ganado la feria de la ciencia y se da cuenta de que su mamá tenía las mismas notas que ella, algo que la desalienta, puesto que piensa que ella puede llegar a ser igual a su madre.
Al día siguiente en la escuela, los estudiantes salen al recreo y observan que el parque está lleno de lodo. En ese momento llega Bart patinando sobre el lodo usando algunos de los recuerdos de su mamá. Cuando se detiene causa que una gran cantidad de lodo caiga sobre Nelson, quien airado se dirige hacia Bart para golpearlo; pero este al tratar de escapar resbala y lo golpea, haciendo que le sangre la nariz, Nelson intenta golpearlo nuevamente, pero resbala y cae entonces sus compañeros se burlan de él y se marcha llorando. Por otra parte, Lisa le pregunta al director Skinner si su madre realmente fue una buena estudiante. Él le responde que si y le asegura que los hijos siempre siguen los caminos de sus padres, lo que hace que Lisa se desanime, ya que no quiere terminar como su madre. Entonces ella investiga y averigua que Marge comenzó a bajar sus calificaciones después de conocer a Homer. Al hablar con él, le contesta que tarde o temprano ella también encontrara una distracción que le desvíe de su camino. 
En la escuela, Bart se vuelve a encontrar con Nelson, el cual intenta golpearle con un Tetherball, sin embargo, el balón regresa y le golpea, provocando que sea nuevamente elogiado por sus compañeros y dejando a Nelson como el hazmerreír frente a todos. Lisa decide deshacerse de todos sus gustos y distracciones para no seguir el mismo futuro de su madre, tirando su saxofón por la ventana. Marge percibe lo que sucede y habla con Homer, quien le dice que Lisa lo hace porque no quiere distraerse y acabar como ella. Debido a esto, Marge se desanima y se enoja con Lisa ya que le parece mal que no quiera parecerse a ella. De aquí en adelante se porta indiferente con ella. En el colegio, Lisa intenta estudiar, pero no puede debido a los estrepitosos ruidos. Nelson se encuentra con Bart y amenaza con golpearle. En el autobús, a punto de rendirse, Lisa observa por la ventana otro autobús donde va la "Academia Claustros" (Cloisters Academy) la cual es la escuela de sus sueños, y le pide a sus padres que la ingresen en él. Ellos lo consiguen después de que Marge hablara a solas con el director de la academia, quien le dice a Lisa que después de revisar sus antecedentes le otorgaron una beca completa. Lisa ingresa a la nueva academia y comienza a hacer amigos rápidamente. Ella está contenta porque piensa que tendrá futuro. Bart habla con Marge sobre Nelson y su problema, pues tenía miedo de que le diera una fuerte paliza después de todo lo sucedido con él. Entonces Marge le aconseja que le halague y le haga sentir bien.
Bart se encuentra nuevamente a Nelson en la escuela, y sigue el consejo de su mamá de halagarle, lo cual funciona y se hacen amigos. Por la noche, Lisa se despierta por un ruido y se da cuenta de que su mamá logró hacerla ingresar a la academia a cambio de lavar todos los uniformes de esta, así que renuncia a todo para que su mamá no tenga que hacerlo más. Ambas se reconcilian y se dan un caluroso abrazo. En ese momento, llega Nelson junto con Bart como mejores amigos y luego Homer con Maggie con el duende que le hacía falta para completar la colección después de que Homer lo robara de la gasolinera de las afueras de la ciudad.

## Recepción
En su emisión original, "Lisa Simpson, This Isn't Your Life" fue visto por 8,97 millones de personas. Todd VanDerWerff de The A.V. Club le dio al episodio una crítica positiva llamándolo, "el mejor episodio de la temporada de lo que va de la semana" y consideró que "los sentimientos de inadecuación de nuevo en su madre, eran una vuelta buena; y la historia hace un buen uso de la relación de Lisa y Marge como su centro emocional". Él calificó el episodio con un B+, la mejor nota de la noche, superando a Padre de Familia (episodio "Baby You Knock Me Out"), The Cleveland Show (episodio "Little Man on Campus"), y American Dad (episodio "Stan restaurante de comida").